# San Buenaventura, Toluca de Lerdo
San Buenaventura är en ort i Mexiko.   Den ligger i kommunen Toluca och delstaten Mexiko, i den sydöstra delen av landet, 60 km väster om huvudstaden Mexico City. San Buenaventura ligger 2 716 meter över havet och antalet invånare är 9 991.
Terrängen runt San Buenaventura är platt åt nordost, men åt sydväst är den kuperad. Runt San Buenaventura är det mycket tätbefolkat, med 2 103 invånare per kvadratkilometer. Närmaste större samhälle är Toluca, 3,2 km nordost om San Buenaventura. Runt San Buenaventura är det i huvudsak tätbebyggt.